# Anguilla bengalensis
Anguilla bengalensis là một loài cá chình trong chi Anguilla của họ Anguillidae.

## Phân loài
- A. b. bengalensis, đôi khi được gọi là Cá chình đốm Ấn Độ.[2]
- A. b. labiata, đôi khi được gọi là Cá chình đốm Châu Phi.[3]

## Hình ảnh

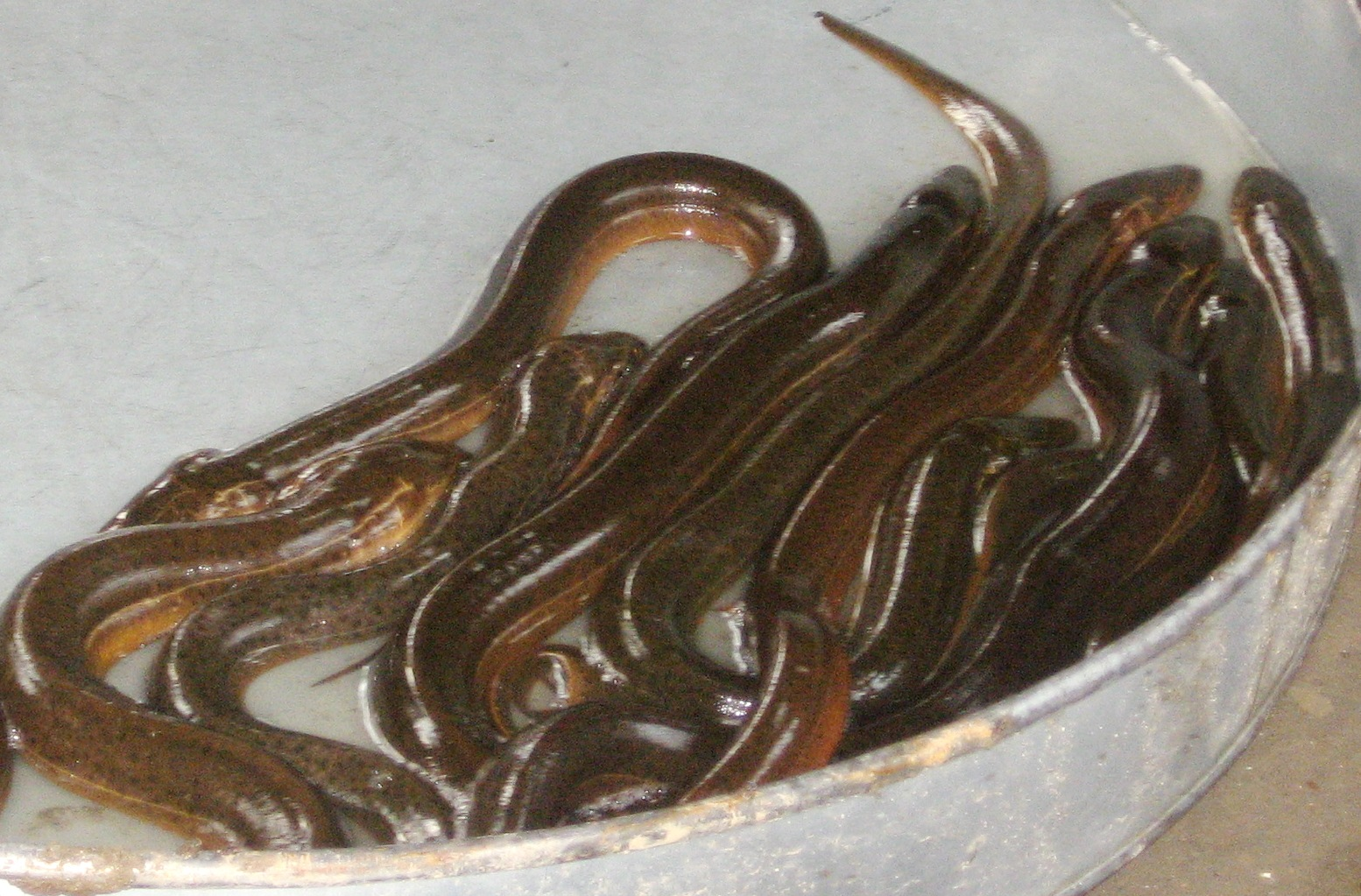